# Bitka v bosanskem višavju
Bitka v bosanskem višavju (bolgarsko Битка при Босненските планини, latinizirano: bitka pri bosenskite planini, hrvaško bitka na Bosanskim visaravnima) leta 926 je bil vojaški spopad med Kraljevino Hrvaško kralja Tomislava in Prvim bolgarskim cesarstvom carja Simeona I., ki se je takrat vojskoval tudi z Bizantinskim cesarstvom. Bitka je potekala nekje v vzhodni Bosni blizu reke Bosne ali  Drine, na mejnem ozemlju med Kraljevino Hrvaško in Bolgarskim cesarstvom.
Glavni podatki o bitki so v De administrando imperio (O upravljanju cesarstva), delu bizantinskega cesarja Konstantina VII., in v zgodovinskih zapisih Theophanes Continuatus Teofana Spovednika. Simeonov cilj je bil premagati Bizantinsko cesarstvo in osvojiti Konstantinopel. Da bi to dosegel, je Simeon večkrat preplavil vzhodni in srednji Balkan, zasedel Srbijo in nazadnje napadel Hrvaško. V bitki s Hrvati so prepričljivo zmagali Hrvati.

### Dogodki pred vojno
Po vojni med Trpimirjem I. in bolgarskim carjem Borisom I. leta 853, ki se je končala s sklenitvijo mirovnega sporazuma, so se odnosi med Bolgarijo in Hrvaško močno izboljšali. Veleposlaniki iz Rima so redno hodili preko hrvaškega ozemlja v Bolgarijo in prejemali spremstvo do meje, papež pa je imel redne stike z obema državama. Hrvaška je mejila na Bolgarijo verjetno nekje v današnji Bosni med rekama Bosno in Drino. Razmere so se začele spreminjati v začetku 10. stoletja, ko je novi bolgarski vladar Simeon I. napadel  Bizantinsko cesarstvo. Spopad se je nagibal v prid Bolgarom in Bizantinci so se znašli v veliki nevarnosti.
Simeon je zavzel velik del bizantinskega ozemlja v Evropi in leta 913 ga je patriarh Nikolaj I. Mistik okronal za carja Bolgarov. Kasneje ga je novoimenovani bolgarski patriarh leta 925 v ohridski cerkvi okronal za carja vseh Bolgarov in Grkov. Bizantinci so Simeona kljub temu še vedno naslavljali s knez (arhon), patriarha pa z nadškof. Po tedanjem pravnem razmišljanju sta lahko kraljeve in cesarske naslove podeljevala le papež in bizantinski cesar, cesarja pa je lahko kronal le carigrajski patriarh. Bizantinski cesar Roman I. Lekapen je ostro protestiral proti Simeonovi uzurpaciji cesarskega naslova. Enako je storil tudi carigrajski patriarh Nikolaj Mistik. V nastalem položaju je Simeon od papeža Janeza X. (914-928) zahteval, naj mu pošlje cesarsko krono in prizna poglavarja bolgarske cerkve za patriarha. Simeon je moral v zameno obljubiti priznanje papeškega primata v bolgarski cerkvi. Janez X. je sprejel Simeonovo prošnjo in v Bolgarijo poslal slovesno delegacijo, ki sta jo vodila kardinal Madalbert in Janez, slavni vojvoda Kume. Papeško poslanstvo je prispelo v Bolgarijo konec poletja ali jeseni leta 926 s krono in žezlom, s katerima naj bi Simeona okronali za bolgarskega carja. 
Ko je papeško poslanstvo prispelo v Preslav, je Madalbert začel dolga pogajanja s Simeonom in predstavniki bolgarske cerkve. Pogajanja o cerkvenih zadevah so bila uspešna in nadškof Leoncij je bil postavljen za patriarha v Preslavu. 

### Vzroki za vojno s Hrvaško
Leta 924 je Simeon poslal veliko vojsko proti Zahariji v Kneževini Srbiji. Bolgarska vojska je opustošila Srbijo in Zaharijo prisilila v beg na Hrvaško. Bolgarija je zatem Srbijo priključila k svoji državi. Po priključitvi Srbije je bolgarska država mejila na Tomislavovo hrvaško kraljestvo, ki je bilo zaveznik Bizantincev.   Hrvaška se je zdaj znašla med Bolgarijo in slabo branjeno bizantinsko Dalmatinsko temo, možno tarčo novega Simeonovega napada. Ker je Hrvaška dala zatočišče srbskim beguncem in ker je Roman I. Lekapen nekaj let pred tem podelil Tomislavu neko obliko nadzora nad obalnimi mesti bizantinske Dalmacije in ga nagradil z delom davka, pobranega iz dalmatinskih mest, je Simeon štel Hrvaško za bizantinsko zaveznico in grožnjo, zaradi katere ni mogel vseh svojih sil usmeriti proti Bizancu.

## Bitka
Leta 926 je Simeon z veliko vojsko napadel Hrvaško.  Moč njegove vojske ni znana. Poveljnik bolgarskih sil je bil knez Alogobotur. Po mnenju bizantinskega cesarja Konstantina VII. Porfirogeneta je takratna Hrvaška lahko zbrala vojsko 100.000 pešcev, 60.000 konjenikov, 80 velikih bojnih ladij in 100 manjših bojnih ladij. Številke se štejejo za zelo pretirane, saj je bilo število njenih prebivalcev ocenjeno na 440.000 do največ 880.000 oseb. Hrvaška vojska je čakala na Bolgare v hribovitem delu vzhodne Bosne in jih nato popolnoma uničila. Ključ do prepričljive zmage Hrvatov je bila verjetno izbira terena, na katerem je potekala bitka, in izkušnje za bojevanje na takšnem terenu. Alogobotur je v bitki najverjetneje padel, saj se v kasnejših virih nič več ne omenja.

## Posledice
Hrvaško-bolgarska vojna v večjem obsegu se je končala brez ozemeljskih sprememb, 
Simeonova vojska pa je bila kljub porazu še vedno dovolj močna, da je ponovno napadla Bizantinsko cesarstvo. Po smrti carja Simeona maja 927 se je vojna končala in še isto leto je bil sklenjen mir.
Simeonov sin in naslednik Peter I. je obnovil vojno z Bizantinci in nato sklenil mirovni sporazum. Bizantinski viri, natančneje Georgij Kedren, navajajo, da je bil glavni razlog za sklenitev miru Petrov strah pred sosednjimi Madžari, Hrvati, Srbi in drugimi, ki bi lahko izkoristili Simeonovo smrt za napad na Bolgarijo. Poleg tega je imela Bolgarija veliko notranjih problemov, med njimi hudo lakoto zaradi invazije kobilic.